# Phil Bardsley
Phillip Anthony "Phil" Bardsley (Salford, 1985. június 28. –) skót válogatott labdarúgó, aki jelenleg a Burnleyben játszik hátvédként.

## Pályafutása

### Manchester United
Bardsley a Manchester United régi edzőpályája, a The Cliff mellett nőtt fel és elmondása szerint rengetegszer nézte, ahogy kedvencei tréningeznek. 8 éves kora óta volt edzett a Vörös Ördögökkel, így az összes korosztályos csapatot végigjárta. A United első csapatában mindössze nyolc bajnoki meccsen lépett pályára, legtöbbször kupameccseken számítottak rá.
2004-ben négy hónapot töltött a manchesteriek fiókcsapatánál, a Royal Antwerpnél. 2006. március 16-án a másodosztályú Burnley vette kölcsön. Hat mérkőzésen kapott lehetőséget, a Southampton ellen öngólt szerzett.
A 2006–07-es szezon elején Bardsley kölcsönben a Rangershez igazolt, ahol 2006 szeptemberében, a Falkirk ellen gólt is szerzett. Egy Hibernian ellen meccsen kiállították, ami miatt ki kellett hagynia a Cetlic elleni rangadót. Októberben egy edzésen összeveszett Paul Le Guen menedzserrel, ami miatt nem játszhatott többet a csapatban. Decemberben visszatért a Manchester Unitedhez.
2007. január 8-án az Aston Villa vette kölcsön. Január 20-án, a Watford ellen mutatkozhatott be. Május 1-jén a birminghamiek bejelentették, hogy nem kívánják véglegesíteni a szerződését, így visszatért Manchesterbe. Októberben a Sheffield Unitedhez került, ahol 16 mérkőzést játszott, mielőtt 2008 januárjában visszatért volna a Manchester Unitedhez.

### Sunderland
Bardsley 2008. január 22-én, 2 millió fontért a Sunderlandhez igazolt. Egy három és fél évre szóló szerződést kapott a csapattól. Január 29-én, egy Birmingham City ellen 2–0-ra megnyert meccsen debütált a piros-fehéreknél. Augusztus 27-én megszerezte első gólját a Fekete Macskák színeiben, a Nottingham Forest ellen a Ligakupában.

## Külső hivatkozások
- Phil Bardsley pályafutásának statisztikái a Soccerbase oldalon (angolul)

- Phil Bardsley adatlapja a Sunderland honlapján